# 橋本芳契
橋本 芳契（はしもと ほうけい、1910年3月10日 - 2001年4月18日）は、仏教学・宗教学者。
富山県生まれ。1934年東京帝国大学文学部印度哲学梵文学科卒、1962年「維摩経の研究」で東京大学文学博士。石川師範学校教授、金沢大学法文学部助教授、教授、1975年定年退官、名誉教授、福井県立短期大学教授。
2001年4月18日、心筋梗塞のため死去。

## 著書
- 『維摩の再発見』大蔵出版 現代仏教叢書 1955
- 『東洋哲学史 インドの文化と哲学』明玄書房 1964
- 『維摩経の思想的研究』法蔵館 1966
- 『維摩経新講 現代に生きる仏教』黎明書房 1967
- 『法句経に聞く』教育新潮社 1970
- 『註維摩詰経問疾品講鑚』安居事務所編 東本願寺出版部 1979
- 『仏教語入門』法蔵館 法蔵選書 1983
- 『維摩経による仏教』東方出版 興福寺仏教文化講座 1988
- 『たちあがる学園』編著 清水書房 1948
- 『維摩経講話 浄土の経への解説』早川博信編 山喜房仏書林 1992

### 翻訳
- K.C.チャクラヴァルティ『古代インドの文化と文明』橋本契共訳 東方出版 1982
- エルヴィン・シュレーディンガー『わが世界観』監修 中村量空,早川博信,橋本契訳 共立出版 1987 のちちくま学芸文庫

### 記念論文集
- 『仏教研究論集』橋本博士退官記念仏教研究論集刊行会編 清文堂出版 1975

## 論文
- Cinii

## 注
1. 1 2  『現代物故者事典2000～2002』（日外アソシエーツ、2003年）p.484
2. ↑  『人物物故大年表』
3. ↑  『維摩経講話』著者紹介